# Panesthia puncticollis
Panesthia puncticollis är en kackerlacksart som beskrevs av Carl Stål 1877. Panesthia puncticollis ingår i släktet Panesthia och familjen jättekackerlackor.
Artens utbredningsområde är Filippinerna. Inga underarter finns listade i Catalogue of Life.